# Schloss Urschendorf

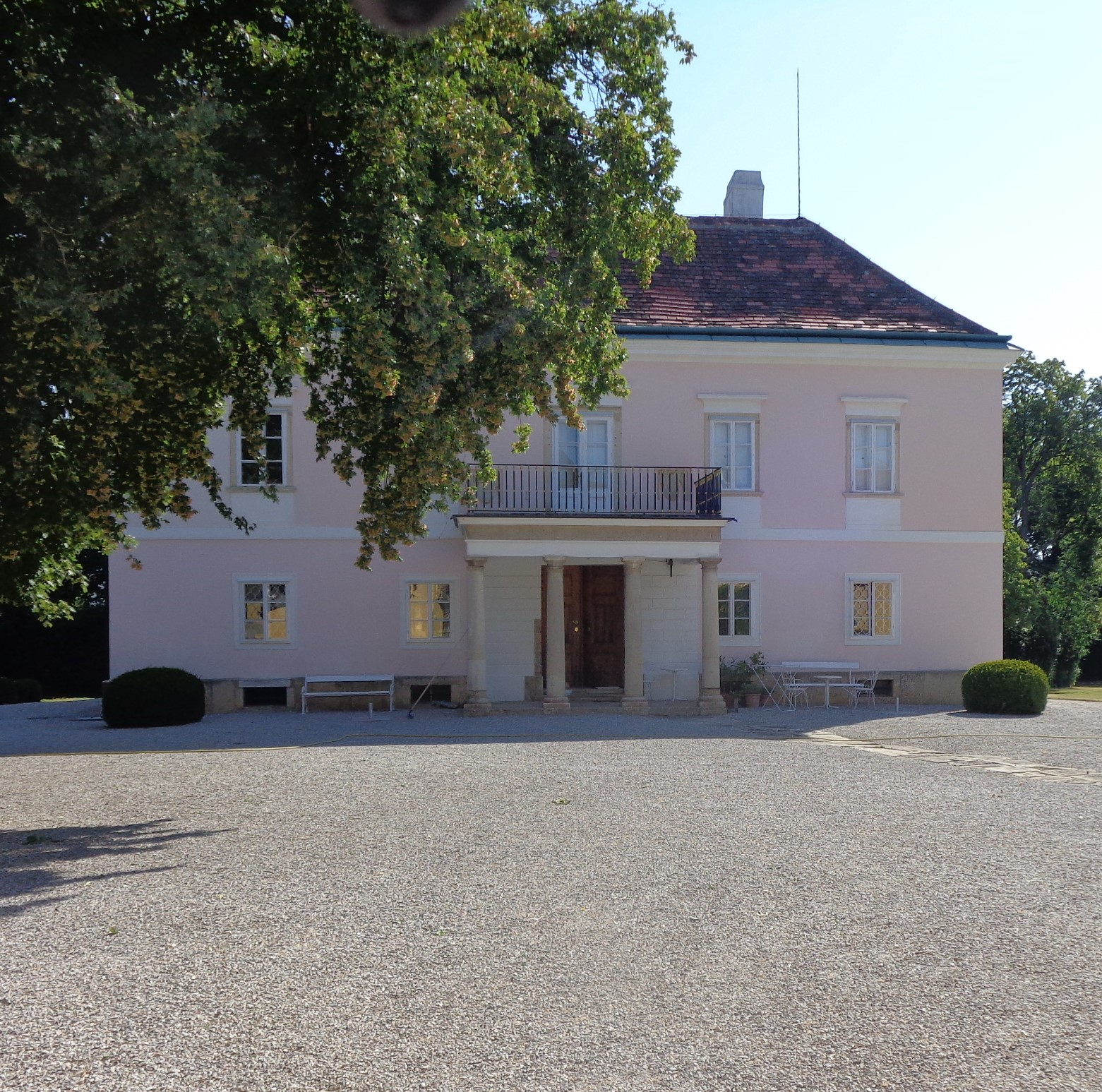
Schloss Urschendorf

Schloss Urschendorf liegt in der Mitte der Ortschaft Urschendorf, Gemeinde St. Egyden am Steinfeld, unmittelbar an der Puchberger Straße B 26. Das Schloss steht unter Denkmalschutz (Listeneintrag).

## Geschichte
Schon ab 1145 entwickelte sich hier um den kleinen Festungssitz Vssendorf ein typisches Straßendorf, aus dem Ansitz ein Wasserschloss wie in Gerasdorf.
Nach 1260 wird es unter den nach dem Tod Friedrich des Streitbaren (angeblich) widerrechtlich erbauten Befestigungen genannt, wie auch Gerasdorf, Höflein, Emmerberg, Scheuchenstein u. a.
1464 werden das von Aufständischen besetzte Schloss und Dorf in der „Kling’schen Fehde“ durch Söldnertruppen von Kaiser Friedrich III. erobert und zerstört. Ihr Anführer war der Dichter Michael Beheim, der in seinem „Buch von den Wienern“ interessante Schilderungen darüber hinterlassen hat. Die Belagerung erfolgte unter Verwendung modernster Angriffstechniken wie „Tabore“ (außenliegende Deckungsbauten) für die Angreifer und Schusswaffen wie Mörser und Hakenbüchsen durch die Verteidiger. Die Aufständischen flohen schließlich und die Burganlage wurde durch die Kaiserlichen geschleift.
1481 bestiftete der Kaiser das Wiener Neustädter Paulinerkloster mit diesem Besitz. Am Schloss befindet sich noch heute seine bekannte Signatur A.E.I.O.U. Unter großen Mühen und Rückschlägen konnten sie beides notdürftig instand setzen und errichteten eine Außenstelle des Klosters. Es war erst 1540 wieder bewohnbar.
1683 wurden Ort und Schlossgebäude neuerlich von den türkischen Streifscharen niedergebrannt.
1724/25 konnte durch eine öffentliche Subvention eine gewisse Stabilisierung der wirtschaftlichen Lage erreicht werden, doch schon 1783 wurde das Kloster von Joseph II. im Zuge seiner umfassenden Reformen aufgehoben.
1792 wurden Kloster/Schloss von Baron Emanuel Edler von Doria vom Religionsfonds gekauft, umgebaut und alle sakralen Klosterräume, darunter auch die Kapelle, profaniert. Er ließ auch den Johannesbrunnen – später Rosalienquelle – sanieren und erneuerte die Brücke über den Wassergraben zum Schloss. Leider übernahm er sich finanziell und es kam 1799 zur Zwangsversteigerung.
1801 wurde Otto Anton Skrbensky Besitzer, 1835 Herzog Karl Ludwig von Lucca-Parma aus dem Hause Bourbon-Parma. Er erreichte auch das Patronat über die Kirche St. Egyden am Steinfeld und ließ die Rosalienquelle unter Verwendung des Leprosoriumtores vom Friedhof der Pfarrkirche Sankt Egyden neu fassen.
1850 erfolgte der Verkauf an Baron Ward – Parmascher Geschäftsträger in Wien
1882 Erwerb durch Geza Freiherr von Weigelsperg. Seither ist die Familie Weigelsperg ohne Unterbrechung Besitzerin des Schlosses.